# Isidro Casanova
Isidro Casanova es una localidad del Partido-Municipio de La Matanza, ubicada en la zona oeste del área metropolitana de Buenos Aires, a unos 9 km de la Ciudad Autónoma de Buenos Aires, Argentina. La fecha fundacional es el 15 de mayo de 1911, determinada a posteriori mediante decreto provincial. Fue declarada ciudad el 29 de agosto de 1974.
Es una de las ciudades más importantes del partido de La Matanza junto con San Justo, Laferrere, Ramos Mejía, Rafael Castillo y González Catán. A su vez, es la vigesimoséptima ciudad más poblada de la República Argentina. 

## Historia
Por datos de alrededor de 1930 se sabe que Isidro Casanova estaba habitado por aproximadamente 500 personas, que había 100 hectáreas sembradas con alfalfa, 50 con maíz y unas 5000 cabezas de ganado.  
De la única fábrica de cintas de seda, propiedad de Casanova, que existía a principios del siglo XX, pasó a tener cerca de 200 establecimientos fabriles medio siglo más tarde. En la década de 1970 se podían contabilizar unos mil quinientos comercios. Por ese entonces, se forma una comisión compuesta de doce vecinos para emprender obras públicas, sobre todo en vialidad. La Comisión funcionaba en el Consejo Deliberante.

## Geografía

### Límites, área
Sus límites actuales son: José Ignacio Rucci, José Mármol, Colonia, Pedro León Gallo, Venezuela, Polledo, Avenida Carlos Casares, el Río Matanza, Cristianía, Avenida Crovara y la Avenida Brigadier Juan Manuel de Rosas (Ruta Nacional N.º 3).
Tiene 19,52 km² y la población de aproximadamente 186.000 habitantes. Atravesada por el curso del arroyo Don Mario, entre sus barrios se destacan: Casanova Centro, Atalaya, Borgward, 17 de Marzo, La Barrera, Los Cedros, Marconi, Mi Esperanza, Passadoro, San Alberto, San Carlos, San Miguel, San Pedro y San Petersburgo. Con ubicación estratégica, ya sea por las rutas de acceso o por los comercios, se fue conformando en lugar de asentamientos poblacionales. A medida que fue creciendo estructuralmente, mayor fue su densidad de población. El papel de los inmigrantes fue muy importante. Es de destacar el aporte de la colectividad portuguesa, muchos de cuyos miembros fueron propietarios de hornos ladrilleros y de quintas y huertas. Dicha inmigración aportó a las denominaciones de la calle República de Portugal y el Club Portugués. A medida que se fueron instalando las primeras industrias, se incrementó la población que fue llegando de sitios aledaños en busca de trabajo

### Ubicación
Limita con las localidades de Villa Luzuriaga, San Justo, Ciudad Evita, Rafael Castillo y Laferrere del mismo partido, y con la localidad de Ezeiza, a través del Río Matanza.
Su principal acceso a través de la Ruta Nacional N.º 3 y la avenida República de Portugal, y su estación de ferrocarril (estación Isidro Casanova) de la Línea Belgrano Sur. El gentilicio es casanovense.

## Toponimia
Se le debe el nombre a quien fuera propietario de una fábrica textil ubicada frente a la estación de ferrocarril,
Don Isidro Casanova.
El escudo simboliza la industria textil con una tela de araña en ocho colores diferentes, por las banderas de los distintos inmigrantes. El fondo celeste simboliza el cielo, la rueda en su inferior perteneciente a la industria, fondo verde por el manto vegetal, entre los rayos aparece el marrón de la tierra rica de la Localidad, las iniciales I.C. corresponden a Isidro Casanova.

## Barrios

### Casanova Centro
Como su nombre lo indica, es el centro y el casco histórico de la localidad. En él se encuentran la Delegación del Municipio de La Matanza, el Registro Civil, la comisaría y la parroquia, todos alrededor de la plaza Hipólito Yrigoyen, sobre la Av. República de Portugal, entre Francisco Seguí y Lascano. Sus límites son: Fitz Roy, Avenida Cristianía, Avenida Brigadier General Juan Manuel de Rosas -ex Provincias Unidas- (Ruta Nacional N.º 3) y José Ignacio Rucci. El trazado de sus calles se encuentra paralelo a las vías del ferrocarril Belgrano Sur, está diseñado en forma diagonal al resto de la localidad.

### Barrio Atalaya
Delimitado por Avenida Cristiania, Venezuela, José Ignacio Rucci y Fitz Roy. Sobre Cristianía se encuentra el más importante centro comercial de la localidad, aún por sobre el de Casanova Centro. Se caracterizaba antiguamente por tener unos chalets tipo americano producto de un plan de vivienda para empleados de un frigorífico durante el primer gobierno de Juan Domingo Peron.

### Barrio Santa Inés
Santa Inés se encuentra directamente al sudeste de la Ruta Nacional 3 (Avenida Brigadier General Juan Manuel de Rosas). Limita con los siguientes barrios: al norte con Barrio Caranday y Barrio Mi Esperanza, al oeste y noroeste con Emiliozzi y 12 de Octubre (Isidro Casanova), al sur con Barrio 9 de Julio y al este con San Alberto.

### Barrio San Miguel
Al oeste del Barrio Atalaya, limita con Av. Polledo, Av. Cristiania, Santa Cruz, Marconi. Comparte su centro comercial con el Barrio Atalaya.Es un típico vecindario de clase media del conurbano bonaerense. Al igual que Atalaya y el centro de Casanova, fue unos de los primeros barrios en tener la mayoría de sus calles pavimentadas, y u a mejor estructura edilica en comparación con el resto de la ciudad.

### Barrio Casanova Oeste
Con forma de triángulo, ubicado entre barrio San Miguel y Barrio San Carlos, sus límites son: Victorino de la Plaza, (Vías del ferrocarril), Marconi y Juan de Alagón.

### Barrio San Carlos
Delimitado entre Marconi, Av. Brigad. Gral. Juan Manuel de Rosas (Ruta Nacional N.º 3), avenida Carlos Casares (Ruta Provincial 17) y Aguapey. San Carlos es un barrio residencial donde su gran mayoría de habitantes es de clase Media. San Carlos tiene el tercer centro comercial de Isidro Casanova situado en la calle Marconi entre la calle Aguapey y Av. Brig. Gral. Juan Manuel de Rosas (Ruta Nacional N.º 3) lugar donde se encuentra un anexo de venta al público del Mercado Central de Buenos Aires.

### Barrio San Alberto
Se encuentra delimitado por la avenida Intendente Esteban Crovara al sudeste (límite con el barrio BID, también conocido como Villegas), por la avenida Cristianía al sudoeste (límite con el barrio Borward), la avenida José Ignacio Rucci al noreste (límite con el barrio 17 de Marzo, anteriormente llamado San Petersburgo), y la calle Sommer al noroeste (antiguo límite con la Colonia Mi Esperanza, luego loteada). Excepto el barrio BID, en Ciudad Evita, el resto de límites corresponden a otros barrios también pertenecientes a Isidro Casanova. El barrio es atravesado de norte a sur (haciendo una diagonal irregular con sus calles) por el Arroyo Don Mario, el cual fue entubado a fines de la década del '90, convirtiéndose así en la avenida Danubio. Las manzanas fueron urbanizadas en bloques regulares de 110 x 60 metros en su mayoría, habiéndolos también de mayores dimensiones, e incluso algunos irregulares en las intersecciones de la avenida Danubio. Actualmente se calcula una población aproximada de 70.000 habitantes.

### Barrio San Pedro
Delimitado por la calle Martin Coronado, Marconi, Avenida Carlos Casares y Guaviravi, a pesar de ser un barrio un poco chico se calcula que tiene unos 1500 habitantes aproximadamente. San Pedro es el centro educativo del sur de Isidro Casanova. Cuenta con escuelas primarias (las escuelas 147 y 172) y secundarias (la escuela n.º 96).
San Pedro es sede de instalaciones deportivas del Club 12 de Octubre. Cuenta además con varias canchas de deportes, algunas privadas, otras informales.

## Calles
La principal arteria de la zona céntrica es República de Portugal, cuyo nombre rinde homenaje a la mayor comunidad portuguesa de Argentina, que habita en la zona. Anteriormente se denominaba Coronel Quesada, y aún suele usarse ese nombre para referirse a la misma. Otra calle céntrica importante es la avenida Cnel. Francisco Seguí, que comienza en el Club Almirante Brown, y finaliza en la calle Cristianía con una extensión de apenas 9 cuadras. Sobre República de Portugal, entre F. Seguí y Lascano se encuentra la plaza Hipólito Yrigoyen, la principal de la ciudad. Frente a ella se ubican la Iglesia Nuestra Señora de Fátima, el Registro Civil, la delegación de la Municipalidad de La Matanza y, a pocos metros, la comisaría de la Policía de la Provincia de Buenos Aires.
El centro comercial se agrupa sobre la avenida Brigadier General Juan Manuel de Rosas (ex Provincias Unidas), denominación que lleva la Ruta Nacional N.º 3 en su trazado dentro del partido de La Matanza. Esta avenida cuenta con Metrobús como modalidad de parada de colectivos en todo el transcurso de Isidro Casanova.
La mayoría de las calles del casco histórico de Isidro Casanova tienen nombres de capitales de países europeos, americanos y asiáticos (Madrid, Quito, Roma, Lisboa, Atenas, Bruselas, Habana, Washington, México, París, Berna, Asunción, Pekín, Tokio, Lima, La Paz, Santiago, Caracas, Bogotá, Estocolmo, Viena, Londres -hoy Islas Malvinas-). Incluso existen calles con nombre de antiguas capitales del mundo como Constantinopla que supo ser la capital del Imperio Bizantino; San Petersburgo (hoy José Ignacio Rucci) que supo ser la capital imperial de Rusia; o, Turín que fue capital del Reino de Italia del 1861 al 1865.  
Una de las arterias más largas y emblemáticas de la localidad es la Av. Cristianía, que se extiende desde la Av. Don Bosco -límite con el partido de Morón- hasta el Río Matanza. Sobre esta avenida se encuentra el importante centro comercial del Barrio Atalaya.
La calle Islas Malvinas originalmente se denominaba Londres, modificando su nombre luego del conflicto bélico de 1982. Su traza cuenta con paso bajo nivel debajo de las vías del tren, uniendo los barrios La Barrera y San Alberto.
Otra arteria importante es la calle Marconi, donde entre la Ruta 3 y la calle Juan De Alagon se encuentra un pequeño centro comercial. Entre los barrios Emiliozzi y San Carlos.
A lo largo de las arterias principales de Isidro Casanova circulan varias líneas de colectivos que unen la ciudad con otras, entre ellas, San Justo, Rafael Castillo, Ramos Mejía, Villa Luzuriaga, Gregorio de Laferrere, González Catán, Virrey del Pino, Morón, Cañuelas, Monte, Uribelarrea, Lobos, Pontevedra, Merlo y la Ciudad Autónoma de Buenos Aires. 
Las calles que delimitan la localidad son: Cristianía y Av. Intendente Crovara (con Ciudad Evita), Pedro León Gallo hasta Libertador General San Martín, Colonia, José Mármol y José Ignacio Rucci (con San Justo), Venezuela (con Villa Luzuriaga), Gral. José Bernaldes Polledo (con Rafael Castillo); Carlos Casares (con Laferrere), Río Matanza (con el partido de Ezeiza).

## Medios de comunicación

### Radio FM
- Filadelfia 97.3 (Ahora se escucha en la zona desde sus estudios en Avenida Juan Manuel de Rosas (Ruta 3) 7455, La Matanza, Provincia de Buenos Aires).
- Cosmos 92.1 y 99.3 (Sigue operando la ex Complejo Mambo)
- Radio María Argentina 104.5